# Jean-Christophe Bouvet
Jean-Christophe Bouvet (Parigi, 24 marzo 1947) è un attore caratterista francese.

## Biografia
Figlio dell'architetto di tre dei ponti di Parigi, studia linguistica e psicologia all'Università di Parigi 8. Prende lezioni di recitazione con Jean-Laurent Cochet al Théâtre Édouard-VII. Al cinema ha ricoperto il suo primo ruolo importante ne La Machine (1977) di Paul Vecchiali, con cui ha collaborato più volte, interpretandovi Pierre Lentier, un condannato a morte per l'omicidio di un bambino. In una recensione del film datata 2002, il critico dei Cahiers du cinéma Louis Skorecki l'ha definito "il più grande attore del mondo". Attore feticcio di Jean-Claude Biette, è stato descritto come "una sorta di Jean-Pierre Léaud della generazione post-Nouvelle Vague" dal periodico Les Inrockuptibles.
Ha anche fatto da modello per l'opera d'arte L'Origine de la guerre (1989) di ORLAN.
A partire dal 2000 ha trovato nuova fama al di fuori del cinema d'autore interpretando il generale Edmond Bertineau nella serie di film commedia d'azione Taxxi 2, Taxxi 3 e Taxxi 4. È stato diretto poi da Jean-Luc Godard in Notre Musique, fatto che ha definito «Per me [...] una consacrazione».

## Filmografia parziale

### Cinema
- Decameron Francese (La Philosophie dans le boudoir), regia di Jacques Scandelari (1969)
- Change pas de main, regia di Paul Vecchiali (1975)
- La Machine, regia di Paul Vecchiali (1977) - anche sceneggiatore
- C'est la vie, regia di Paul Vecchiali (1980)
- Le Borgne, regia di Raúl Ruiz (1980)
- En haut des marches, regia di Paul Vecchiali (1983)
- Sotto il sole di Satana (Sous le soleil de Satan), regia di Maurice Pialat (1987)
- Niente baci sulla bocca (J'embrasse pas), regia di André Téchiné (1991)
- Krapatchouk, regia di Enrique Gabriel (1992)
- Notti selvagge (Les Nuits fauves), regia di Cyril Collard (1992)
- Quattro delitti in allegria (La Cité de la peur), regia di Alain Berbérian (1994)
- L'Eau froide, regia di Olivier Assayas (1994)
- Il piacere e i suoi piccoli inconvenienti (Le Plaisir (et ses petits tracas)), regia di Nicolas Boukhrief (1997)
- I passeggeri (Les Passagers), regia di Jean-Claude Guiguet (1999)
- Lovers - French Dogma Number One (Lovers), regia di Jean-Marc Barr (1999)
- Taxxi 2 (Taxi 2), regia di Gérard Krawczyk (2000)
- La Boîte, regia di Claude Zidi (2001)
- Alla rivoluzione sulla due cavalli, regia di Maurizio Sciarra (2001)
- Being Light, regia di Pascal Arnold e Jean-Marc Barr (2001)
- Red Siren (La Sirène rouge), regia di Olivier Megaton (2002)
- Taxxi 3 (Taxi 3), regia di Gérard Krawczyk (2003)
- Notre Musique, regia di Jean-Luc Godard (2004)
- Mensonges et trahisons et plus si affinités..., regia di Laurent Tirard (2004)
- La commedia del potere (L'Ivresse du pouvoir), regia di Claude Chabrol (2006)
- Triplice inganno (Les Brigades du Tigre), regia di Jérôme Cornuau (2006)
- Marie-Antoinette, regia di Sofia Coppola (2006)
- Chacun sa nuit, regia di Pascal Arnold e Jean-Marc Barr (2006)
- Il prestigio della morte (Le Prestige de la mort), regia di Luc Moullet (2007)
- Taxxi 4 (Taxi 4), regia di Gérard Krawczyk (2007)
- L'Autre Dumas, regia di Safy Nebbou (2010)
- Venere nera (Vénus noire), regia di Abdellatif Kechiche (2010)
- Cat Run, regia di John Stockwell (2011)
- Una notte (Une nuit), regia di Philippe Lefebvre (2012)
- Les Rencontres d'après minuit, regia di Yann Gonzalez (2013)
- Que le diable nous emporte, regia di Jean-Claude Brisseau (2018)
- Mon Crime - La colpevole sono io (Mon Crime), regia di François Ozon (2023)

### Televisione
- Il commissario Cordier (Les Cordier, juge et flic) – serie TV, episodio 5x05 (1997)
- Il conte di Montecristo (Le Comte de Montecristo) – miniserie TV, 4 puntate (1998)
- Police District – serie TV (2001)
- Il commissario Moulin (Commissaire Moulin, police judiciaire) – serie TV, episodio 7x02 (2006)
- Compagni di strada (Les Camarades) – miniserie TV, 3 puntate (2007)
- Il giudice e il commissario (Femmes de loi) – serie TV, episodio 8x08 (2008)
- Suor Therese (Sœur Thérèse.com) – serie TV, episodio 1x18 (2009)
- La Rivoluzione alle porte (Louis XVI, l'homme qui ne voulait pas être roi), regia di Thierry Binisti – film TV (2011)
- Riviera – serie TV, episodio 2x01 (2019)
- Bella è la vita (Plus belle la vie) – serial TV, 10 puntate (2019)
- The Spy – miniserie TV, 1 puntata (2019)
- Emily in Paris – serie TV, 7 episodi (2020-2021)

## Doppiatori italiani
Nelle versioni in italiano dei suoi lavori, Jean-Cristophe Bouvet è stato doppiato da:
- Angelo Nicotra in Taxxi 3, Taxxi 4
- Giorgio Lopez in Taxxi 2
- Marco Balbi in Emily in Paris